# Zoe Bäckstedt
Zoe Jane Bäckstedt (Pontypridd, 24 settembre 2004) è una ciclista su strada, pistard e ciclocrossista britannica, più volte campionessa del mondo juniores su strada (in linea nel 2021, e in linea e a cronometro nel 2022), su pista e nel ciclocross. Dal 2023 è attiva come Elite e gareggia per il team Canyon-SRAM Racing.

## Biografia
Figlia del ciclista svedese Magnus Bäckstedt (vincitore della Parigi-Roubaix nel 2004) e della ciclista su pista britannica Megan Hughes, ha una sorella, Elynor Bäckstedt, anch'ella ciclista.

## Palmarès

### Strada
- 2021 (Juniores)

1ª tappa Watersley Ladies Challenge (Sittard > Sittard, cronometro)
Campionati del mondo, Prova in linea juniores
- 2022 (Juniores)

1ª tappa Omloop van Borsele ('s-Heerenhoek > 's-Heerenhoek, cronometro)
3ª tappa Omloop van Borsele ('s-Heerenhoek > 's-Heerenhoek)
Classifica generale Omloop van Borsele
Giro delle Fiandre juniores
Campionati britannici, Gara in linea juniores
1ª tappa Watersley Ladies Challenge (Sittard > Sittard)
2ª tappa Watersley Ladies Challenge (Munstergeleen > Watersley, cronometro)
3ª tappa Watersley Ladies Challenge (Watersley > Watersley)
Classifica generale Watersley Ladies Challenge
Campionati del mondo, Prova a cronometro
Campionati del mondo, Prova in linea
- 2023 (Canyon//SRAM Racing, un successo)

Campionati europei, Prova a cronometro Under-23 (con la nazionale olandese)
- 2024 (Canyon//SRAM Racing, un successo)

1ª tappa Holland Ladies Tour (Gennep > Gennep, cronometro)

#### Altri successi
- 2021 (Juniores)

Classifica giovani Watersley Ladies Challenge
- 2022 (Juniores)

Classifica a punti Omloop van Borsele
1ª tappa Tour Féminin International des Pyrénées (Artiguelouve > Lacq, cronosquadre)
Classifica scalatori Watersley Ladies Challenge
- 2023 (Canyon//SRAM Racing)

Heusden Koers
Classifica giovani Holland Ladies Tour
- 2024 (Canyon//SRAM Racing)

Classifica giovani Holland Ladies Tour

### Pista
- 2021 (Juniores)

Campionati europei, Inseguimento individuale juniores
Campionati europei, Inseguimento a squadre juniores (con Grace Lister, Madelaine Leech e Millie Couzens)
Campionati europei, Americana juniores (con Millie Couzens)
- 2022 (Juniores)

Campionati del mondo, Americana juniores (con Grace Lister)

### Ciclocross
- 2020-2021 (Juniores)

Cyklokros Tábor, Juniores
Coppa del mondo di ciclocross, Juniores
- 2021-2022 (Juniores)

Cyclocross Gieten, Juniores
CX Täby Park, Elite
Cyclocross Stockholm, Elite
Campionati europei, Gara juniores
Cyklokros Tábor, Juniores
Cyclocross Essen, Elite
Cyclo-cross de la Citadelle, Juniores
Ambiancecross, Juniores
Campionati del mondo, Gara juniores
Krawatencross, Juniores
- 2022-2023

Campionati britannici di ciclocross, Gara Elite
- 2023-2024

Major Taylor Cross Cup - Day 1
Major Taylor Cross Cup - Day 2
Campionati del mondo, Gara under-23
Hexia Cyclocross Gullegem
Campionati del mondo, Gara Under-23
- 2024-2025

Campionati del mondo, Staffetta mista
Campionati del mondo, Gara Under-23

## Piazzamenti

### Grandi Giri
- Vuelta a España

2024: 93ª

### Competizioni mondiali
- Campionati del mondo su strada

Fiandre 2021 - Cronometro Juniores: 2ª
Fiandre 2021 - In linea Juniores: vincitrice
Wollongong 2022 - Cronometro Juniores: vincitrice
Wollongong 2022 - In linea Juniores: vincitrice
- Campionati del mondo su pista

Tel Aviv 2022 - Americana juniores: vincitrice
- Campionati del mondo di ciclocross

Fayetteville 2022 - Juniores: vincitrice
Hoogerheide 2023 - Staffetta mista: 2ª
Hoogerheide 2023 - Under-23: 2ª
Tabor 2024 - Staffetta mista: 2ª
Tabor 2024 - Under-23: vincitrice
Liévin 2025 - Staffetta mista: vincitrice
Liévin 2025 - Under-23: vincitrice

### Competizioni continentali
- Campionati europei

Drenthe 2023 - Cronometro Under-23: vincitrice
Drenthe 2023 - In linea Under-23: 16ª
- Campionati europei su pista

Apeldoorn 2021 - Inseguimento individuale juniores: vincitrice
Apeldoorn 2021 - Inseguimento a squadre juniores: vincitrice
Apeldoorn 2021 - Americana juniores: vincitrice
- Campionati europei di ciclocross

Col du VAM 2021 - Juniores: vincitrice
Namur 2022 - Under-23: 5ª
Pontchâteau 2023 - Under-23: vincitrice